# 블라헤르네궁

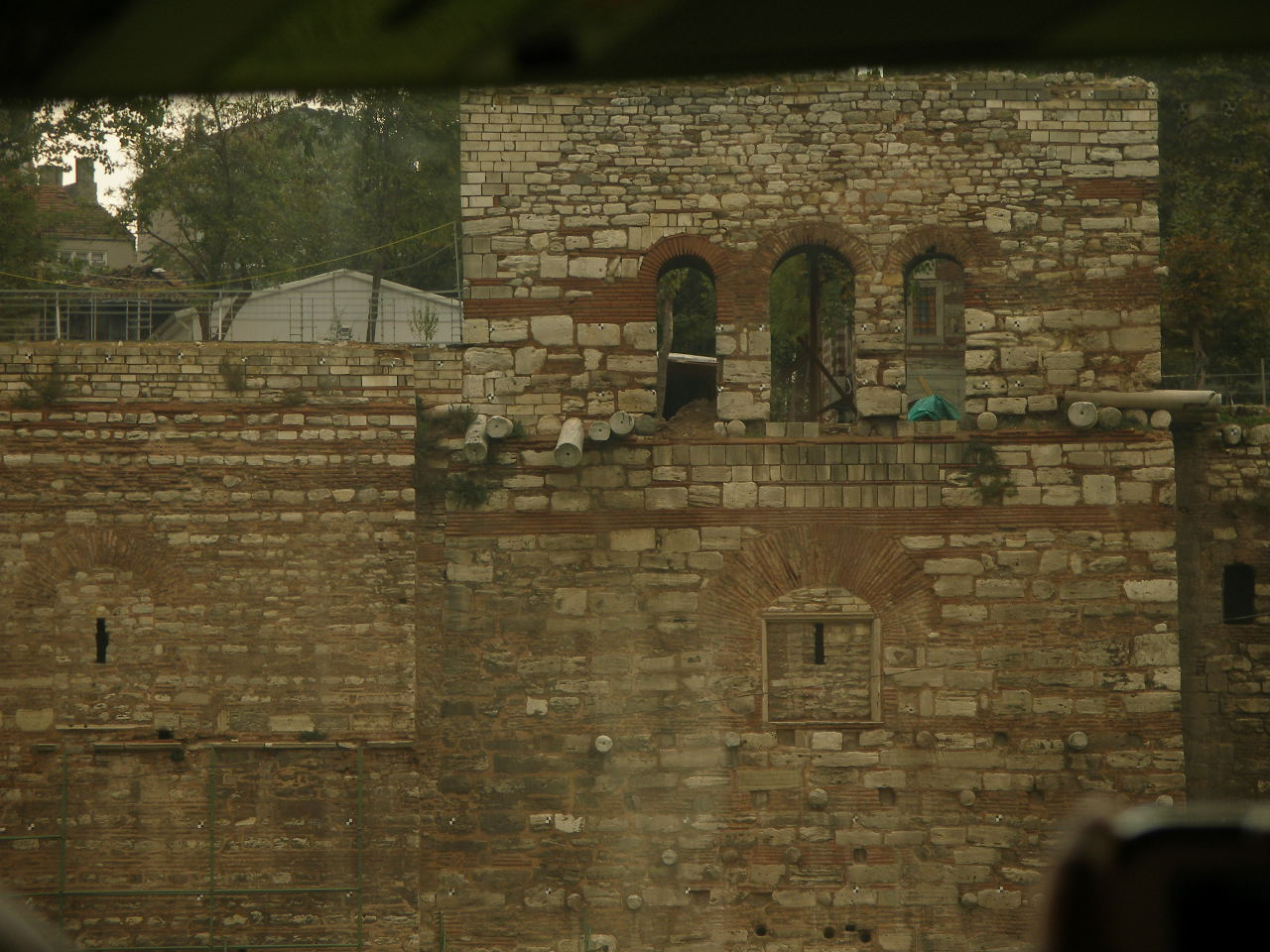
블라헤르네 궁전의 잔존 성벽

블라헤르네 궁(그리스어: Παλάτιον τών Βλαχερνών) 또는 블라헤르네 궁전은 콘스탄티노폴리스 서북단 블라헤르네 구역에 있는 동로마 제국의 황궁이였다. 블라헤르네 궁전은 콤네노스 왕조시기부터 동로마 제국이 멸망하게 될 때까지에 거의 모든 황제들이 선호하였다. 

## 역사
블라헤르네 궁전은 약 500년경 블라헤르네의 구역 북쪽 언덕 경사면에 건립되었다고 추정한다.
11세기 후반 알렉시오스 1세는 콤네노스 황실의 본거지를 콘스탄티노폴리스 대궁전에서 블라헤르네 궁전으로 옮겼다. 그의 손자인 마누일 1세는 대대적으로 중축을 하였고 궁전은 시간이 지날수록 확장되었다. 1204년 4차 십자군 이후 동로마 제국 황제의 거주지로 사용되었던 블라헤르네 궁전은 버려지고, 부콜레온 궁전이 라틴제국 황제의 거주지가 되었다.
1261년 미카일 8세가 동로마 제국을 복원하였을 때 콘스탄티노스 대궁전을 본거지로 삼았다. 하지만 그는 곧이어 블라헤르네 궁전에 거주했는데, 미카일 8세의 아들인 안드로니코스 2세 때 블라헤르네 궁전은 마침내 팔레올로고스 황실의 거주지가 되었다. 
동로마 제국이 멸망할 때까지 동로마 제국의 황실의 거주지였다. 한편, 1351년 요안니스 6세가 감독한 제5차 콘스탄티노폴리스 공의회의 공의회장이 되기도 했다.

## 같이 보기
- 콘스탄티노폴리스 대궁전